# Boylston Provincial Park
Boylston Provincial Park är en park i Kanada.   Den ligger i provinsen Nova Scotia, i den östra delen av landet, 1 100 km öster om huvudstaden Ottawa. Boylston Provincial Park ligger 119 meter över havet. Den ligger vid sjön Irving Lake.
Terrängen runt Boylston Provincial Park är huvudsakligen platt, men åt nordväst är den kuperad. En vik av havet är nära Boylston Provincial Park åt sydost. Trakten är glest befolkad. 